# Giuliana Fontanelli
Giuliana Fontanelli (San Casciano in Val di Pesa, 10 aprile 1921 – Firenze, 18 marzo 2018) è stata un soprano italiano.

## Biografia
Studia canto prima a San Casciano con il maestro Ottorino Piccini, poi a Firenze con Nerina Baldisseri.
Nel 1940 vince il Concorso Nazionale di Canto del Teatro Comunale di Firenze ed entra a far parte del Centro di Avviamento Lirico di quel teatro, dove si forma sotto la guida di Giulia Tess, Flaminio Contini, Luciano Bettarini e Mario Rossi. Partecipa a concerti in varie città italiane interpretando il repertorio belcantistico.
Nel 1943 debutta al Teatro Comunale di Firenze come Micaela in Carmen. Subito dopo le vengono affidati i ruoli di protagonista in La buona figliola di Niccolò Piccinni e ne La bohème alla Fenice di Venezia, dove sostituisce Mafalda Favero a fianco di Mario del Monaco. Nello stesso anno sposa lo scrittore Agostino Vieri. Nel 1944 è Pamina in Il flauto magico alla Fenice e al Maggio Musicale Fiorentino. Interpreta inoltre Carolina ne Il matrimonio segreto a Bologna e Nannetta in Falstaff a fianco di Gino Bechi al Teatro della Pergola di Firenze.
Il nome della Fontanelli si legherà in particolare al Teatro Verdi di Firenze, dopo il trasferimento in questo teatro di tutte le attività del Comunale danneggiato dai bombardamenti. Nel novembre 1944 vi sostituisce Pia Tassinari come Manon accanto a Ferruccio Tagliavini e nel biennio 1944/45 è protagonista di numerose rappresentazioni de La bohème e Madama Butterfly, oltre a Micaela diretta da Tullio Serafin e Margherita in Mefistofele.
La stagione lirica 1946-47 della Scala prevede la Fontanelli nel ruolo di Fiordiligi in Così fan tutte, ma la rappresentazione non sarà realizzata. Nel 1947 debutta come Manon al Teatro dell’Opera di Roma, dove incorre in uno spiacevole incidente con il tenore Giacomo Lauri Volpi. Il celebre tenore, per dar sfogo al malumore che gli nasceva da suoi dissensi con la regia, accusa il giovane soprano di avergli voltato «inopportunamente le spalle» e si trincera in un irremovibile diniego a proseguire le prove. La notizia rimbalza in America, tanto che il «Buffalo Courier-Express» ne stigmatizza il comportamento.. Nel ruolo la Fontanelli terrà comunque a battesimo nel teatro romano un giovane Giuseppe Di Stefano.
La carriera prosegue fino al 1950, quando si interrompe per motivi di carattere familiare: l’impossibilità del marito di continuare a seguirla, la morte della madre, la salute cagionevole del figlio. Muore a Firenze il 18 marzo 2018 prossima ai novantasette anni.

## Caratteristiche vocali e personalità interpretativa
Ricevette notevoli apprezzamenti dagli organi di stampa. In occasione di una sua Bohème al Teatro Verdi di Pisa nel 1946 venne definita «la migliore protagonista dello spartito pucciniano» del momento. Una sua Micaela a Rovigo dello stesso anno entusiasmò la critica: il «Gazzettino» di Rovigo così commentò la prima: «A Giuliana Fontanelli vorremmo offrire tutti i fiori che crescono nella Spagna ardente e selvaggia. È stata una Micaela tutta grazia che difficilmente i rodigini potranno dimenticare». Alti apprezzamenti ricevette anche come Margherita in Mefistofele in occasione di una tournée in Sicilia al Teatro Politeama e al Teatro Massimo di Palermo:«....Giuliana Fontanelli, nuova per il nostro pubblico, si rivelò una distinta artista, ha voce appassionata e un non comune talento artistico».

## Repertorio
| Ruolo       | Titolo                | Autore      |
| ----------- | --------------------- | ----------- |
| Micaela     | Carmen                | Bizet       |
| Cecchina    | La buona figliola     | Piccinni    |
| Mimì        | La bohème             | Puccini     |
| Pamina      | Il flauto magico      | Mozart      |
| Carolina    | Il matrimonio segreto | Cimarosa    |
| Nannetta    | Falstaff              | Verdi       |
| Manon       | Manon                 | Massenet    |
| Cio-Cio-San | Madama Butterfly      | Puccini     |
| Margherita  | Mefistofele           | Boito       |
| Nedda       | Pagliacci             | Leoncavallo |
| Liù         | Turandot              | Puccini     |
| Fiordiligi  | Così fan tutte        | Mozart      |